# 胡汝霖 (明朝)
胡汝霖（1512年—1569年），字仲望，號青崖、青崕、青巖，四川成都府綿州人，民籍，明朝政治人物。

## 生平
嘉靖十三年（1534年）甲午科四川鄉試第一名舉人（解元），十四年（1535年）中式乙未科會試第三十名，二甲第八十七名進士。改庶吉士，十六年（1537年）授戶科給事中，巡視皇城，二十年（1541年）四月九廟火災，與刑科給事中聶靜論劾諸大臣救火緩慢者，以論劾不盡，下詔獄訊治，謫太平府經歷，後攀附嚴嵩，升禮部祠祭司員外郎，三十二年（1553年）出為廣東按察司提學僉事，三十三年（1554年）六月升江西按察司副使，仍提調學校，三十五年（1556年）升江西布政使司左參政，同年升太僕寺少卿，三十六年（1557年）升大理寺右少卿，三十七年（1558年）改大理寺左少卿，三十八年（1559年）任都察院右僉都御史、巡撫甘肅，四十年（1561年）任南京右通政，四十一年（1562年）嚴嵩失勢，以嚴嵩黨羽罷職閒住。隆慶三年（1569年）十一月二十七日卒於家。

## 家族
曾祖胡清，贈承德郎；祖父胡蘭，審理正；父胡秉中，教授。前母古氏；母栗氏。具慶下。兄胡汝賢、胡汝翼、胡汝弼、胡汝為，弟胡汝楫、胡汝梅。